# Muara Fajar
Muara Fajar is een bestuurslaag in het regentschap Pekanbaru van de provincie Riau, Indonesië. Muara Fajar telt 10.874 inwoners (volkstelling 2010).